# Desportivo de Maputo
Desportivo de Maputo is een Mozambikaanse voetbalclub  uit de hoofdstad Maputo.
De club werd in 1921 opgericht als Grupo Desportivo de Lourenço Marques. Na de onafhankelijkheid van Mozambique in 1976 werd de huidige naam aangenomen en één jaar later werd de club al voor het eerst kampioen.

## Erelijst
- Landskampioen

1977, 1978, 1983, 1988, 1995, 2006
- Beker van Mozambique

1981, 2006